# Étoile-sur-Rhône
Étoile-sur-Rhône település Franciaországban, Drôme megyében. Lakosainak száma 5497 fő (2022. január 1.). Étoile-sur-Rhône Beauchastel, Charmes-sur-Rhône, Saint-Georges-les-Bains, Soyons, La Voulte-sur-Rhône, Allex, Beauvallon, Livron-sur-Drôme, Montéléger, Montmeyran, Montoison és Portes-lès-Valence községekkel határos.

## Népesség
A település népességének változása:
| Lakosok száma | 2268 | 2897 | 3504 | 4418 | 5139 | 5347 | 5478 | 5520 | 5545 | 5497 |
|               | 1968 | 1982 | 1990 | 2006 | 2013 | 2015 | 2017 | 2019 | 2020 | 2022 |